# 기속행위
기속행위(羈束行爲) 혹은 법규재량(法規裁量)은 법규상 구성요건에서 정한 요건이 충족되면 행정청이 반드시 어떠한 행위를 발하거나 말아야 하는 행정기관에게 재량의 여지를 주지 아니하고 행정기관은 다만 법규의 내용을 그대로 집행(執行)하는 조세과징행위와 같은 것을 말한다.
행정행위를 행할 때, 또는 행위의 내용을 결정할 때 행정기관에게 자유로운 재량이 인정되는 재량행위(裁量行爲)와 대비되는 개념이다.

## 기속행위와 부관
- 종래의 다수설과 판례는 부관은 재량행위에만 붙일 수 있고, 기속행위에는 불일 수 없다고 하고 있다. 이에 대한 반론은 기속행위에 대해서도 장래의 있어서의 법률요건의 충족을 확보하는 목적에서는 부관을 붙일 수 있다고 한다.

## 판례
“행정행위를 기속행위와 재량행위로 구분하는 경우 양자에 대한 사법심사는, 전자의 경우 그 법규에 대한 원칙적인 기속성으로 인하여 법원이 사실인정과 관련 법규의 해석·적용을 통하여 일정한 결론을 도출한 후 그 결론에 비추어 행정청이 한 판단의 적법 여부를 독자의 입장에서 판정하는 방식에 의하게 되나, 후자의 경우 행정청의 재량에 기한 공익판단의 여지를 감안하여 법원은 독자의 결론을 도출함이 없이 당해 행위에 재량권의 일탈·남용이 있는지 여부만을 심사하게 되고, 이러한 재량권의 일탈·남용 여부에 대한 심사는 사실오인, 비례·평등의 원칙 위배 등을 그 판단 대상으로 한다.”
대판 2005. 7. 14. 2004두6181

"행정행위가 그 재량성의 유무 및 범위와 관련하여 이른바 기속행위 내지 기속재량행위와 재량행위 내지 자유재량행위로 구분된다고 할 때, 그 구분은 당해 행위의 근거가 된 법규의 체재·형식과 그 문언, 당해 행위가 속하는 행정 분야의 주된 목적과 특성, 당해 행위 자체의 개별적 성질과 유형 등을 모두 고려하여 판단하여야 한다.
 대판 2001. 2. 9. 98두17593

## 같이 보기
- 재량행위

## 참고 문헌
- 김철용, 행정법, 고시계사, 2012. ISBN 9788958223832